# Americana, São Paulo
Americana är en stad och kommun i Brasilien och ligger i delstaten São Paulo. Staden ingår i Campinas storstadsområde och har cirka 230 000 invånare.

## Historia
Trakten där Americana idag ligger kom att befolkas från år 1866, då invandrare från amerikanska sydstaterna (Amerikas konfedererade stater) flydde följderna av det amerikanska inbördeskriget. Kejsare Peter II av Brasilien var stark anhängare av sydstaterna under kriget, och rekryterade öppet de tidigare sydstatare, med erbjudande om gratis transport, billig mark, och löften om medborgarskap.
Americana grundades omkring år 1875 som ett stationssamhälle med namnet Villa da Estação de Santa Bárbara, och växte fram runt en järnvägsstation i kommunen Santa Bárbara d'Oeste. År 1900 ändrades samhällets namn till Villa Americana, och blev en självständig kommun under detta namn den 12 november 1924. Det officiella namnet ändrades år 1938 till det kortare Americana. 1959 bröt sig Nova Odessa ur och blev en egen kommun, belägen strax söder om Americana.

## Demografi
| Område     | Areal (km²)   | Invånarantal 1 augusti 2000 | Invånarantal 1 augusti 2010 | Invånarantal 1 juli 2014 |
| ---------- | ------------- | --------------------------- | --------------------------- | ------------------------ |
| Kommun     | 133,93        | 182 593                     | 210 638                     | 226 970                  |
| Centralort | Ingen uppgift | 182 159                     | 209 654                     | Ingen uppgift            |

Befolkningen härstammar från en blandning av portugiser och andra invandrare, främst italienare, portugiser, tyskar och från Levanten.

## Religion

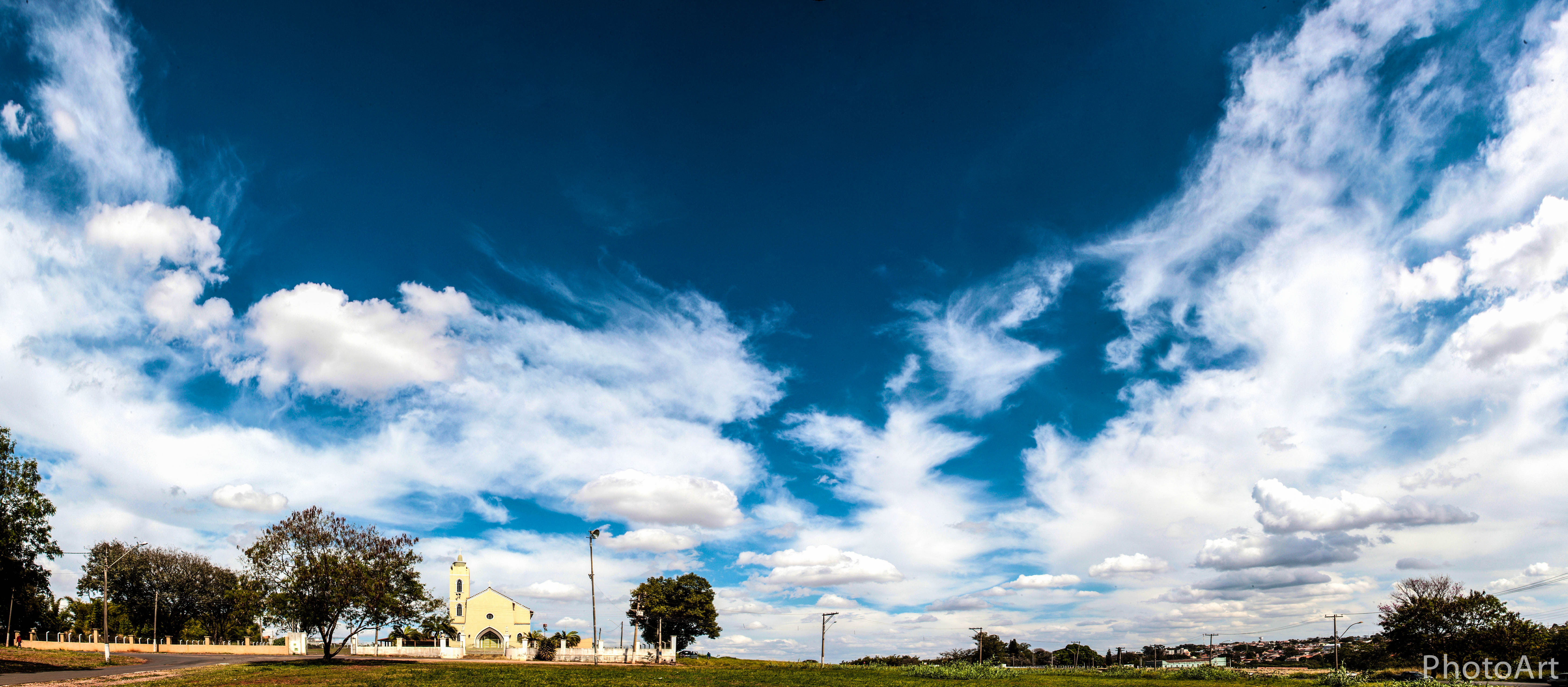
Kyrka i Americana.

- Romersk-katolska kyrkan: Americana har en stark katolsk tradition, påverkad av Luso-brasilianare och de italienska invandrare som började anlända till staden 1887. Den första kyrkan i Americana stod klar i mitten av 1896, och tillägnades Antonius av Padua, som kom att bli stadens skyddshelgon. I staden finns en av de största neoklassiska katolska kyrkorna som byggts i landet, Matriz Nova de Santo Antônio, som också är stiftets största kyrka.[3]
- Protestantism och evangelikalism: i Americana bor även anhängare av flera protestantiska samfund, som Nazaréens kyrka, presbyterianer, metodister, baptister, Assembly of God, sjundedagsadventister, flera pingstkyrkor som till exempel Universella kyrkan UCKG, samt restorationistiska samfund som Jehovas vittnen och mormoner.